# Daurentius
Daurentius (en grec : Δαυρέντιος) ou Dauritas (Δαυρίτας) est un chef slave méridional (dit également sklavène) du VIe siècle. Il semble avoir été le chef suprême de son peuple, plusieurs autres chefs lui étant subordonné. Son domaine s'étend dans le bassin de la rivière Zala, à peu près sur le territoire de l'ancienne province romaine de Pannonie première (Pannonia prima), aujourd'hui en Hongrie.
Daurentius est le premier chef slave dont le nom est mentionné. L'historien byzantin Ménandre le Protecteur, rapporte qu'une ambassade du khagan des Avars Bayan lui fut envoyé, lui intimant d'accepter la suzeraineté avare et le payement d'un tribut ; les Avars ayant connaissance de l'importante fortune amassée par les Slaves lors des pillages répétés des provinces balkaniques byzantines. Daurentius lui aurait alors rétorqué « Notre terre n'est pas conquise par d'autres, nous conquerrons la leur [...] ainsi soit-il éternellement pour nous » et exécute les émissaires. Bayan mène alors une campagne (en 578) contre le peuple de Daurentius, avec le soutien des Byzantins, et réduit en cendres plusieurs de leurs colonies, bien que ceci n'empêche pas les Slaves de continuer à mener des raids profondément sur le territoire byzantin.